# Liste des monuments classés du gouvernorat de l'Ariana
Cette liste des monuments classés du gouvernorat de l'Ariana est une liste des monuments historiques et archéologiques protégés et classés du gouvernorat de l'Ariana établie par l'Institut national du patrimoine de Tunisie.

## Liste
| Identifiant monument | Site       | Monument                                                      | Adresse             | Date de classement | Décret           | Coordonnées                       | Illustration                                                  |                       |
| -------------------- | ---------- | ------------------------------------------------------------- | ------------------- | ------------------ | ---------------- | --------------------------------- | ------------------------------------------------------------- | --------------------- |
| 12-1                 | El Battoum | Bassins arabes au lieu-dit « El-Batoum »                      |                     | 13 mars 1912       | 13 mars 1912     | 36° 50′ 52″ nord, 10° 11′ 19″ est | Bassins arabes au lieu-dit « El-Batoum »                      | Télécharger une image |
| 12-2                 | La Soukra  | Aqueduc souterrain                                            |                     | 6 janvier 1901     | 6 janvier 1901   | à géolocaliser                    | Aqueduc souterrain                                            | Télécharger une image |
| 12-3                 | La Soukra  | Aqueducs romains                                              |                     | 6 janvier 1901     | 6 janvier 1901   | 36° 51′ 43″ nord, 10° 15′ 01″ est | Aqueducs romains                                              | Télécharger une image |
| 12-4                 | Sidi Abid  | Pont situé près de Protville, sur la route de Tunis à Bizerte |                     | 16 novembre 1928   | 16 novembre 1928 | 36° 59′ 39″ nord, 10° 03′ 41″ est | Pont situé près de Protville, sur la route de Tunis à Bizerte | Télécharger une image |
| 12-5                 | Ariana     | Palais Ben Ayed                                               | Avenue Taieb-Mehiri | 15 mars 2022       | 15 mars 2022     | 36° 51′ 26″ nord, 10° 11′ 21″ est | Palais Ben Ayed                                               | Télécharger une image |